# Mary Roos

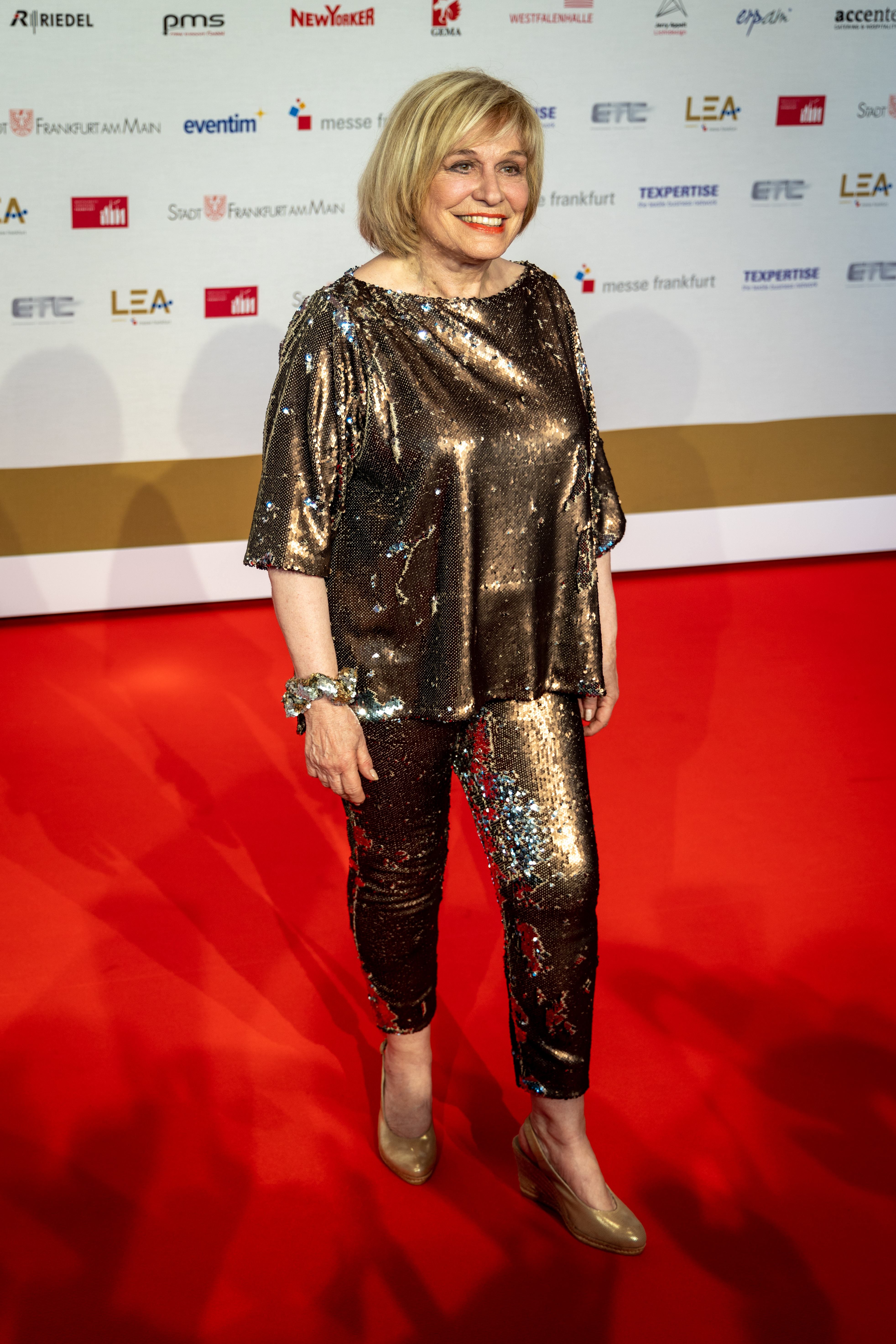
Mary Roos (2022)

Mary Roos (* 9. Januar 1949 in Bingen am Rhein, bürgerlich Marianne Rosemarie Böhm, geborene Schwab) ist eine deutsche Schlagersängerin.

## Musikalische Karriere

### Schallplattenkarriere

#### Aufbau einer Gesangskarriere: 1958–1969
Nach ihren ersten Gesangsdarbietungen im Hotel Rolandseck ihrer Eltern Karl und Maria Schwab in Bingen trat Rosemarie Schwab 1958 als Neunjährige bei einem Sommernachtsfest des Karnevalvereins im benachbarten Weiler vor mehr als 800 Gästen auf; dabei wurde ein Plattenproduzent auf sie aufmerksam. Mit neun Jahren veröffentlichte sie ihre erste Schallplatte, Ja, die Dicken sind ja so gemütlich; in dem Spielfilm Die Straße sang sie in einer Nebenrolle das auf der B-Seite der Platte enthaltene Lied Little Teenager Song. Als Künstlernamen verwendete sie ihren Vornamen, Rosemarie.
Ab 1961 folgten Aufnahmen für verschiedene Plattenfirmen. In dieser Zeit wurde Rosemarie künstlerisch von dem Produzenten Horst-Heinz Henning betreut, der als Material vorwiegend Coverversionen oft ausländischer Hits, aber auch Volkslieder und seine eigenen Kompositionen einsetzte. Der Mode folgend, wurde aus Rosemarie der international klingende Künstlername Mary Roos. 1968 erschien Mary Roos’ erste Langspielplatte, Die kleine Stadt will schlafen geh’n, eine Gemeinschaftsproduktion mit dem Dresdner Mozart-Chor. Im Jahr darauf folgten Aufnahmen bekannter Kinderlieder und gesungener Märchen. Mary Roos’ nächste LP, Golden Love, enthielt eine Zusammenstellung vorangegangener Single-Titel. Die erste chronologische Zusammenstellung der Aufnahmen aus dieser frühen Schaffensperiode veröffentlichte Bear Family Records im Jahr 2011 unter dem Titel Jugendsünden als 3-CD-Box.

#### Karriere seit 1970

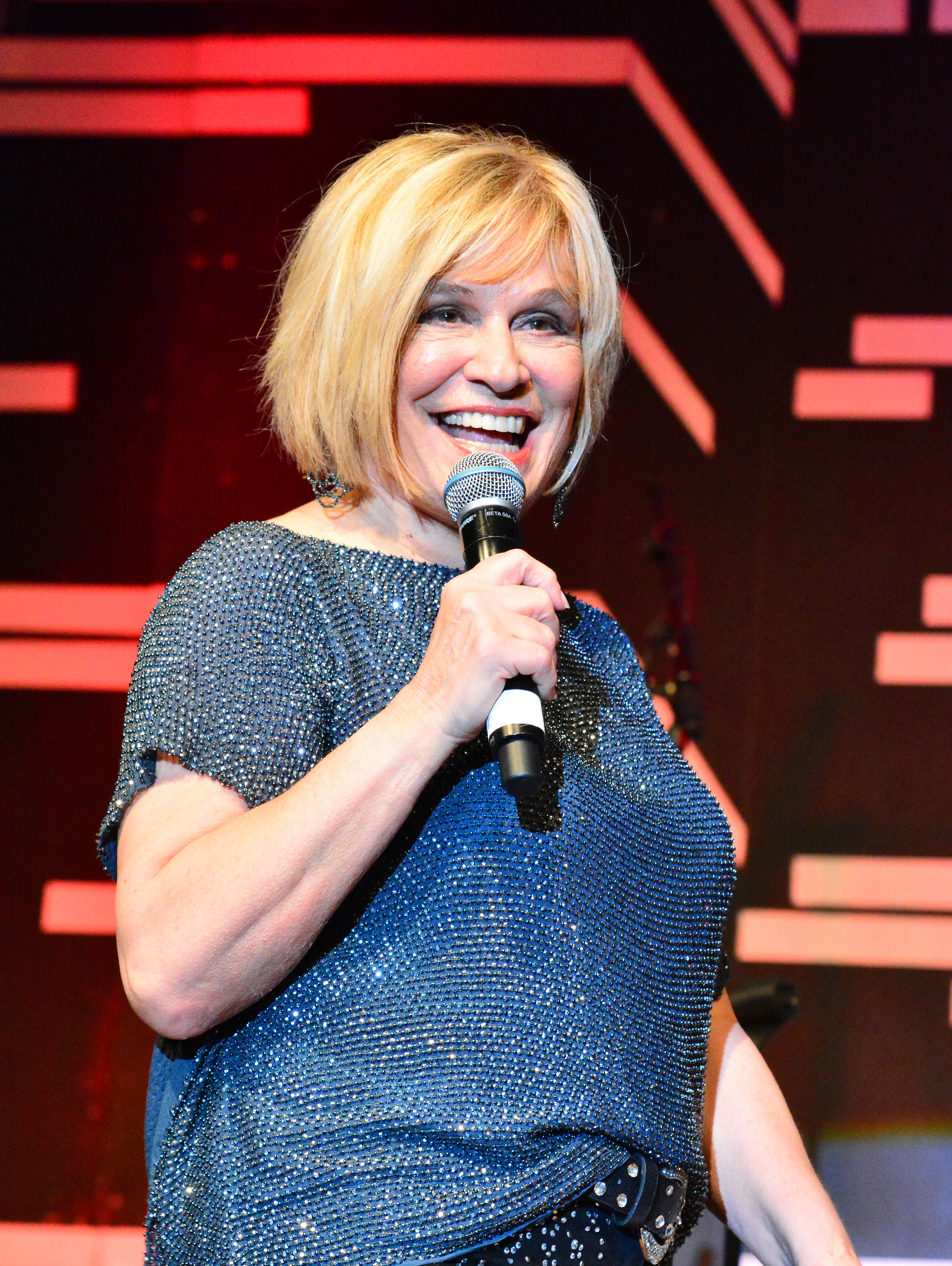
Mary Roos (2015)

Im Jahr 1970 gelang Roos der künstlerische Durchbruch mit dem Lied Arizona Man, einer Komposition von Giorgio Moroder und Michael Holm. Dabei wurden erstmals bei einer deutschen Schlagerproduktion Synthesizer (z. B. ein Stylophone im Intro des Liedes) eingesetzt. Anschließend erschienen mehrere LPs erneut bei Polydor sowie Aufnahmen bei CBS. 
1970 nahm sie mit dem Lied Bei jedem Kuss erstmals an einem deutschen Vorentscheid zum Grand Prix Eurovision de la Chanson (Eurovision Song Contest) teil; ausgewählt wurde jedoch Katja Ebstein, die mit Wunder gibt es immer wieder bei der Endausscheidung in Amsterdam den dritten Platz belegte. Zwei Jahre später trat Mary Roos erneut beim Vorentscheid an und gewann. Mit Nur die Liebe läßt uns leben erreichte auch sie beim Grand Prix in Edinburgh den dritten Platz und startete damit eine internationale Karriere, die ihr insbesondere Schallplattenaufnahmen und Auftritte in Frankreich ermöglichte.
Ab Anfang der 1980er Jahre veröffentlichte sie bei der Plattenfirma Hansa die LP Was ich fühle sowie einzelne Titel von unterschiedlichen Autoren wie z. B. Michael Kunze und Dieter Bohlen als Singles.
1987 erschien ihre vorläufig letzte LP, Leben spür’n. Auf die Geburt ihres Sohnes folgte eine berufliche Auszeit. Erst 1992 veröffentlichte Mary Roos erneut ein Album, Alles was ich will bei da music; ihr Vertrag mit dem Label dauert seitdem an. Anfang 1999 platzierte sie sich mit Leider lieb’ ich dich immer noch, der deutschen Version des US-Hits Believe von Cher, in den deutschen Top 100. In regelmäßigen Abständen entstehen bis heute Alben mit Balladen, Up-Tempo-Nummern und teilweise autobiographischen Texten, meist in Zusammenarbeit mit Michael Reinecke und Alexander Menke.

#### Nach 2000

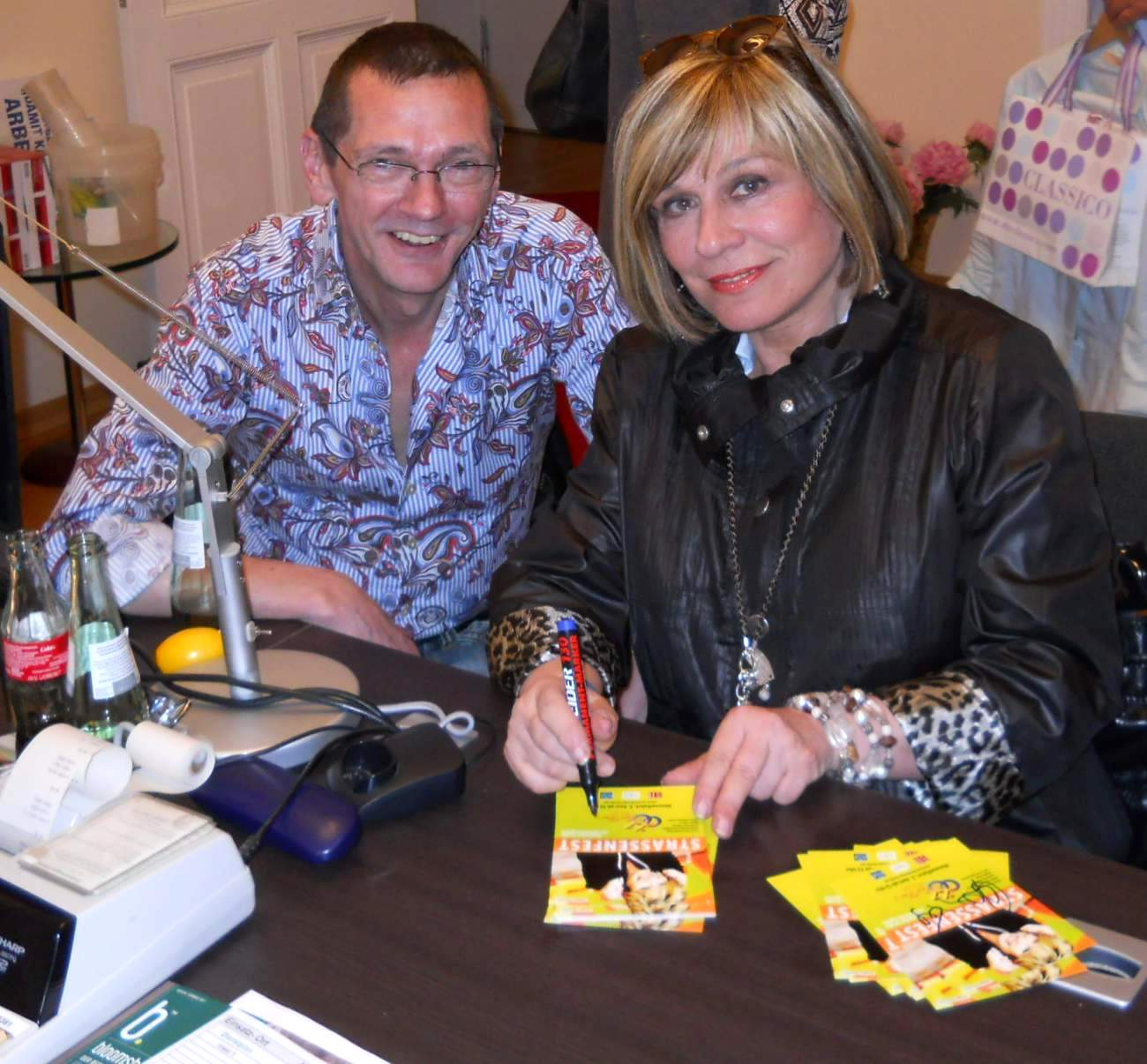
Mary Roos, 2011

2013 erschien mit Denk was du willst und zum ersten Mal bei Universal ein Album abseits der Schlagerszene. Unter der Produktion von Roberto di Gioia entstanden u. a. auch ein portugiesischer Titel von Caetano Veloso, (O Leãozinho) sowie der französische Jacques-Brel-Klassiker Ne me quitte pas. Die Fotografien für das Booklet stammten von Jazz-Trompeter Till Brönner, der auch seine Komposition Adrian beisteuerte. Erstmals in ihrer Karriere ging Roos mit den Titeln dieses Albums auf eine ausverkaufte Solo-Clubtour.

### Deutsche Coverversionen
Als Teenager sang Mary Roos zunächst Coverversionen zeitgenössischer Schlager etwa von Caterina Valente (Rosen sind rot; Quando Quando), Nana Mouskouri (Ich schau den weißen Wolken nach), Cornelia Froboess (Zwei kleine Italiener; Lady Sunshine und Mister Moon) und Connie Francis (Schöner fremder Mann; Paradiso).
Im späteren Verlauf ihrer Karriere war sie mit Adaptionen bekannter internationaler Hits erfolgreich. Dazu gehörten u. a. Titel von Diana Ross & The Supremes (Die Liebe kommt leis’ – You Can’t Hurry Love), Cat Stevens (Ich bin so reich – Moon Shadow), Sérgio Mendes & Brasil ’66 (Blauer Montag – Mas que nada), Claude François/Frank Sinatra (So leb’ dein Leben – Comme d’habitude / My Way), Cliff Richard (Ich werde geh’n heute nacht – We Don’t Talk Anymore), Modern Talking (Ich bin stark nur mit Dir – You’re My Heart, You’re My Soul) sowie Cher (Leider lieb’ ich dich immer noch – Believe).

### Fernsehen und Bühne
1971 erhielt Roos ihre erste eigene Showreihe mit internationalen Stargästen unter dem Titel Marys Music. Es folgte die Sendung Hans im Glück – Die Mary-Roos-Show, in der sie bekannte Kinderlieder präsentierte. Außerdem hatte sie zahlreiche Auftritte in den populärsten Musiksendungen dieser Zeit. Als erste deutschsprachige Künstlerin produzierte Jim Henson 1976 mit ihr für eine Folge der Muppet Show eine eigene deutsche Fassung. 1978 sang sie die Titelmelodie zur Zeichentrickserie Pinocchio und erhielt die Personality-Show Maryland, die in 25 Länder verkauft wurde. Zudem sang sie 1964 den Song Kellerparty Twist für den Film Nebelmörder ein, der im selben Jahr in die Kinos kam.
Mitte der 1970er Jahre übernahm sie am Stadttheater Münster unter der Regie von Samy Molcho in dem Musical Showboat die Rolle der Magnolia. Bis heute ist sie durch Fernsehauftritte und Tourneen auf deutschen Bühnen präsent. Von 2015 bis 2019 war sie mit Wolfgang Trepper mit ihrem gemeinsamen Programm Nutten, Koks und frische Erdbeeren auf Tour. In dieser Show zerlegte Trepper als „Schlagerhasser“ mit ihr als Gegenpart die Produkte des Genres. Diese wird seit 2020 mit Mehr Nutten, mehr Koks – scheiß auf die Erdbeeren fortgesetzt. 2018 nahm sie an der 5. Staffel der VOX-Reihe Sing meinen Song – Das Tauschkonzert teil.

### Karriere im Ausland
Im Jahr 1971 spielte Mary Roos in französischer Sprache an der Seite von Michel Fugain die Hauptrolle in dem Musical Un enfant dans la ville, das für das ZDF teilweise synchronisiert und von diesem unter dem Titel Zum Teufel mit unserer Zeit – aber ich liebe sie gesendet wurde. Ihre französischen Texte lernte sie – nach eigenen Angaben – mangels guter Kenntnis der Sprache zum größten Teil phonetisch. Einen weiteren Höhepunkt ihrer Tätigkeit in Frankreich bildete ein mehrwöchiges Gastspiel im Pariser Olympia.
Bis 1977 folgten zahlreiche TV-Auftritte und Plattenaufnahmen in Frankreich mit eigens hierfür komponierten Stücken. Ab 1999 machte sie wieder vereinzelt französische Aufnahmen auf verschiedenen Alben, z. B. Attention fragile und Weißt Du noch – Je n’oublie pas. 2009 kam die Zusammenstellung Amour Toujours – The French Song Collection mit französischen Titeln aus den Jahren 1972 bis 1975 als CD in den Handel. 
Neben ihrer Arbeit in Frankreich wurde sie vom Ausland u. a. zum Festival Internacional da Canção Popular nach Rio de Janeiro sowie zur UNICEF-Gala in Osaka als europäische Vertreterin eingeladen.

### Teilnahme an Musikwettbewerben
Beim Songfestival von Knokke (Belgien) belegte Roos 1963 den zweiten Platz. 1966 nahm sie an den Deutschen Schlagerfestspielen in Baden-Baden teil und erreichte dabei Platz sechs. Drei Jahre später startete sie beim Grand Prix RTL International mit Die Legende der Liebe (La légende de l’amour). Im selben Jahr ging sie mit Alles rutscht mir aus den Händen beim Deutschen Schlager-Wettbewerb an den Start.
1970 holte man sie kurzfristig als Ersatz für die erkrankte Edina Pop zur deutschen Vorentscheidung des Grand Prix Eurovision de la Chanson (Eurovision Song Contest). Ihr Lied Bei jedem Kuss, das Platz zwei erreichte, wurde nicht auf Tonträger veröffentlicht. Beim Grand Prix Eurovision 1972 errang Mary Roos für Deutschland den dritten Platz mit Nur die Liebe läßt uns leben – bis dahin eine der erfolgreichsten Platzierungen deutscher Beiträge beim Grand Prix. Danach nahm sie erneut 1975 mit Eine Liebe ist wie ein Lied und 1982 im Duett mit David Hanselmann mit Lady an den deutschen Vorentscheidungen teil, wurde jedoch nicht ausgewählt.
Im Jahr 1984 schaffte Mary Roos mit Aufrecht geh’n zum zweiten Mal den Sprung ins internationale Finale des Grand Prix und erreichte Platz 13. Hape Kerkeling ermöglichte ihr 2010 die Teilnahme an der neugegründeten Experten-Jury der deutschen Delegation für den Grand Prix in Oslo. 2013 saß sie bei der deutschen Vorentscheidung Unser Song für Malmö neben weiteren Künstlern aus der Musikbranche erneut in der Fachjury; 2018 war sie Präsidentin der deutschen Jury.

### Karriereende
Im Februar 2019 gab Roos bekannt, dass sie ihre musikalische Karriere im Alter von nunmehr 70 Jahren beenden wolle. Allerdings solle es kein abruptes Ende sein, bestehende Verträge würden noch erfüllt. Im Oktober 2019 gab sie im Rahmen des SWR4-Festivals in Stuttgart ihr letztes Konzert. Anfang November 2019 trat sie in der TV-Show Schlagerbooom 2019 in der ARD auf. Ihren letzten Fernsehauftritt wollte sie eigentlich in der Sendung Schlagerchampions 2020 absolvieren. Florian Silbereisen initiierte jedoch zusätzlich eine Show beim MDR, in der Mary Roos nach 60 Jahren Bühnenlaufbahn endgültig verabschiedet wurde.
Im Herbst 2022 erschien ihre Biografie Aufrecht geh’n: Mein liederliches Leben.

## Privatleben
Mary Roos war von 1969 bis 1977 mit dem Franzosen Pierre Scardin verheiratet, der auch ihr Manager im In- und Ausland war. 
In zweiter Ehe war sie von 1981 bis 1989 mit dem Musiker Werner Böhm verheiratet. Aus dieser Ehe stammt der gemeinsame Sohn Julian (* 1986). Während der Ehe wurde Böhm 1984 Vater eines unehelichen Kindes.
Mary Roos’ jüngere Schwester Monika ist unter dem Namen Tina York seit den 1970er Jahren als deutschsprachige Sängerin aktiv.

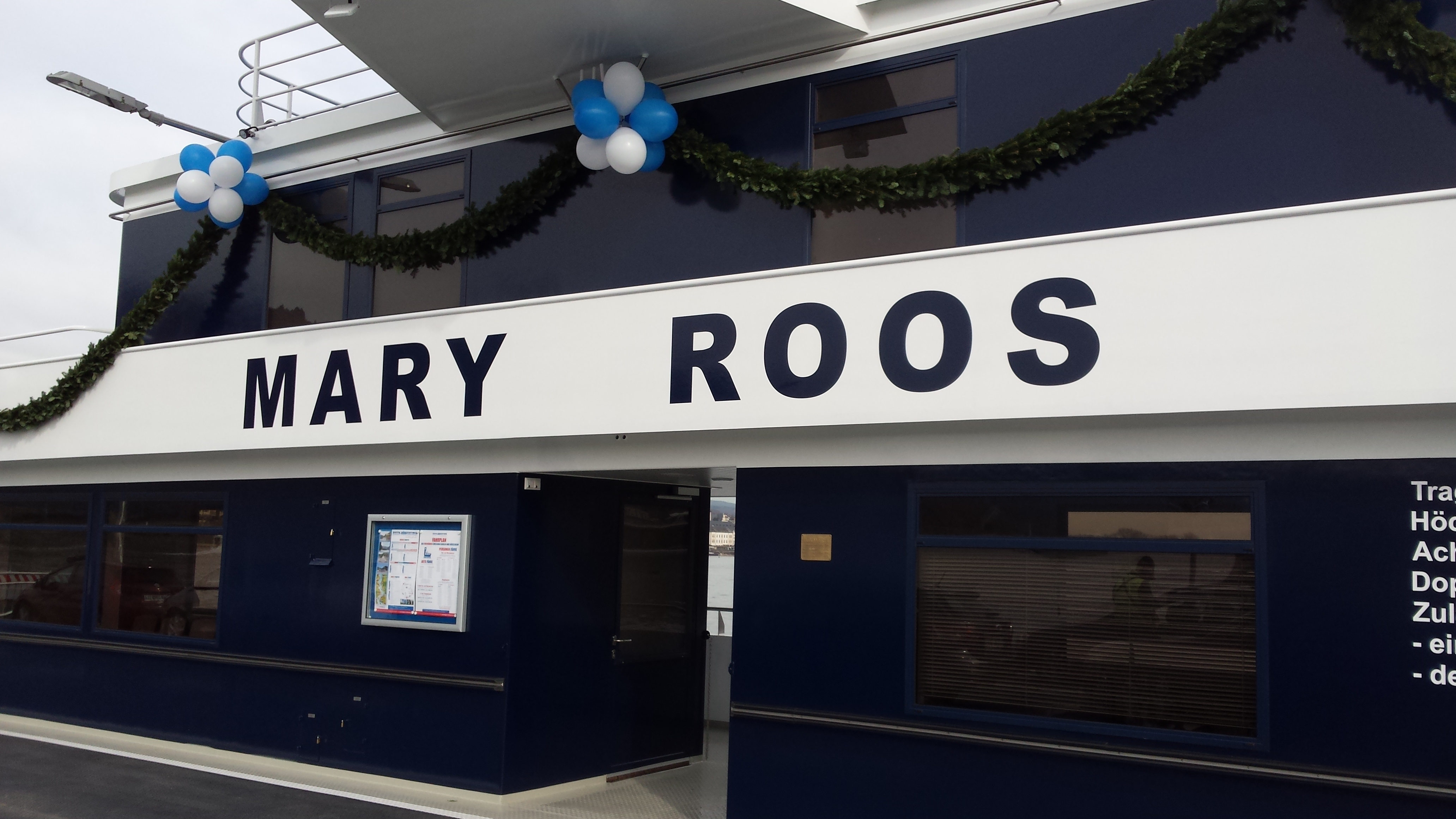
Fähre Mary Roos, Bingen/Rüdesheim

Im März 2017 taufte Mary Roos eine Autofähre, die zwischen ihrem Heimatort Bingen und Rüdesheim am Rhein verkehrt, auf ihren Namen; siehe Mary Roos (Schiff).
Mary Roos wohnt in Hamburg-Wellingsbüttel.

## Biografie
- Aufrecht geh’n: Mein liederliches Leben. Aufgezeichnet von Pe Werner. Rowohlt, Hamburg 2022, ISBN 978-3-498-00275-6.

## Filmografie
- 1958: Die Straße (Regie: Hermann Kugelstadt)
- 1966: Laß die Finger von der Puppe (Regie: José Luis Merino)
- 1966: Sperrbezirk (Regie: Will Tremper)
- 1967: Jetzt schlägt’s 13 (Regie: Truck Branss)
- 1971: Zum Teufel mit unserer Zeit – aber ich liebe sie (Un enfant dans la ville), Filmmusical von und mit Michel Fugain[11]

## Diskografie
Singles in den Charts

| Jahr | Titel Album | Höchstplatzierung, Gesamtwochen/‑monate, AuszeichnungChartplatzierungen (Jahr, Titel, Album, Platzierungen, Wochen/Monate, Auszeichnungen, Anmerkungen) | Höchstplatzierung, Gesamtwochen/‑monate, AuszeichnungChartplatzierungen (Jahr, Titel, Album, Platzierungen, Wochen/Monate, Auszeichnungen, Anmerkungen) | Höchstplatzierung, Gesamtwochen/‑monate, AuszeichnungChartplatzierungen (Jahr, Titel, Album, Platzierungen, Wochen/Monate, Auszeichnungen, Anmerkungen) | Anmerkungen |
| Jahr | Titel Album | DE | AT | CH | Anmerkungen |
| ---- | --- | --- | --- | --- | --- |
| 1965 | Geh’ nicht den Weg Jugendsünden | DE36 (1½ Mt.)DE | — | — | Erstveröffentlichung: April 1965 |
| 1968 | Das hat die Welt noch nicht erlebt Deutsches Schlager-Gold, Vol. 2 | DE19 (2½ Mt.)DE | — | — | Erstveröffentlichung: Dezember 1968 |
| 1969 | Das Beste an Dir Ihre großen Erfolge – Folge 2 | DE33 (½ Mt.)DE | — | — | Erstveröffentlichung: Dezember 1969 |
| 1970 | Arizona Man Mary Roos | DE9 (4½ Mt.)DE | — | — | Erstveröffentlichung: April 1970 |
| 1970 | Am Anfang war die Liebe Mary Roos | DE36 (½ Mt.)DE | — | — | Erstveröffentlichung: November 1970 |
| 1971 | California Nacht Deutsches Schlager-Gold, Vol. 2 | DE39 (4 Wo.)DE | — | — | Erstveröffentlichung: August 1971 |
| 1972 | Nur die Liebe läßt uns leben / Wake Me Early in the Morning (englischsprachige Version) / Nous (französischsprachige Version) Woraus meine Lieder sind / Ihre großen Erfolge – Folge 2 / Mary Roos (1972) | DE17 (9 Wo.)DE | — | — | Erstveröffentlichung: März 1972 (DE-Version) Erstveröffentlichung: April 1972 (EN/FR-Version) Platz 3 beim Eurovision Song Contest 1972 |
| 1972 | Er bleibt hier (für immer) Deutsches Schlager-Gold, Vol. 2 | DE39 (3 Wo.)DE | — | — | Erstveröffentlichung: September 1972 |
| 1973 | Fremdes Mädchen Lieber John | DE45 (1 Wo.)DE | — | — | Erstveröffentlichung: Februar 1973 |
| 1973 | Lieber John | DE40 (2 Wo.)DE | — | — | Erstveröffentlichung: August 1973 |
| 1975 | Eine Liebe ist wie ein Lied Deutsches Schlager-Gold, Vol. 2 | DE50 (1 Wo.)DE | — | — | Erstveröffentlichung: März 1975 |
| 1975 | Stop, mach das noch einmal Deutsches Schlager-Gold, Vol. 2 | DE44 (2 Wo.)DE | — | — | Erstveröffentlichung: August 1975 |
| 1979 | Ich werde geh’n heute nacht Was ich fühle | DE25 (12 Wo.)DE | — | — | Erstveröffentlichung: September 1979 Original: Cliff Richard – We Don’t Talk Anymore                                                    |
| 1982 | Lady Was ich fühle | DE31 (10 Wo.)DE | — | — | Erstveröffentlichung: Februar 1982 mit David Hanselmann                                                                                 |
| 1984 | Aufrecht geh’n / I’ll Walk Tall (englischsprachige Version) / Du blues et du bleu (französischsprachige Version) Keine Träne tut mir leid (Club-Edition) / Mary / Mary                                    | DE56 (4 Wo.)DE | — | — | Erstveröffentlichung: Februar 1984 Platz 13 beim Eurovision Song Contest 1984                                                           |
| 1998 | Leider lieb’ ich dich immer noch Mittendrin | DE87 (5 Wo.)DE | — | — | Erstveröffentlichung: 14. Dezember 1998 Original: Cher – Believe                                                                        |

grau schraffiert: keine Chartdaten aus diesem Jahr verfügbar